# Lepidotríquia
Lepidotríquias (do grego "lepidos" = escama + "trichios" = filamento) são escamas modificadas que suportam as barbatanas dos teleósteos, os peixes que pertencem ao grupo dos Actinopterygii, que inclui a maioria dos "peixes ósseos".
São formadas por queratina, tal como as unhas dos vertebrados, ao invés de cartilagem que forma o suporte das barbatanas (aliás, de todo o corpo) dos outros tipos de peixe.
As lepidotríquias funcionam como os raios das rodas de uma bicicleta. Por essa razão, chamam-se raios os que são flexíveis, muitas vezes segmentados e ramificados, ou espinhos, quando são rígidos.
O número de espinhos e raios nas barbatanas dos peixes é um importante factor para a sua classificação científica.